# Scream (franchise)
Pour les articles homonymes, voir Scream.
Cet article concerne la série de films Scream. Pour la série télévisée, voir Scream (série télévisée).
 Pour plus de détails, voir Fiche technique et Distribution
Scream /skɹim/  (litt. « hurlement ») ou Frissons au Québec est une franchise d'horreur américaine créée par Kevin Williamson et Wes Craven, comprenant des films, une série télévisée, des jeux et du merchandising. À l'origine conçue comme une trilogie de films, la saga s'est par la suite déclinée en six opus : Scream (1996), Scream 2 (1997), Scream 3 (2000), Scream 4 (2011), chacun réalisé par Wes Craven, puis Scream (2022) et Scream VI (2023) réalisés par Matt Bettinelli-Olpin et Tyler Gillett. Un septième volet, réalisé par Kevin Williamson, est actuellement en post-production. Scream mélange slasher, métafiction, comédie noire et whodunit et constitue une satire des clichés du cinéma horrifique et de son impact sur les médias et la culture contemporaine. Chaque volet commente à la fois un type de production de film spécifique, un aspect de l'industrie hollywoodienne et un aspect des fandoms. La saga est principalement portée à l'écran par le trio d'acteurs Neve Campbell, Courteney Cox et David Arquette, rejoints au fil de la saga par Melissa Barrera, Jenna Ortega, Mason Gooding et Jasmin Savoy Brown. Les acteurs Skeet Ulrich, Matthew Lillard, Jamie Kennedy, Liev Schreiber, Scott Foley, Hayden Panettiere et Marley Shelton campent également des personnages récurrents de la saga. Scream est également à l'origine de la figure emblématique masquée « Ghostface », doublée par Roger L. Jackson dans chaque film.
Marquant un tournant dans le cinéma de genre et devenant immédiatement culte, le succès mondial de Scream en fait rapidement un phénomène de société et relance l'intérêt du public pour le genre slasher et les films d'horreur durant la fin des années 1990, engendrant ainsi la vague des films « neo slashers ». La scène d'ouverture du premier opus avec Drew Barrymore est souvent considérée comme l'une des meilleures du cinéma américain et la saga reste aujourd'hui une grande source d'inspiration pour plusieurs œuvres de fiction et dans la culture populaire en générale. La franchise donne même lieu à plusieurs parodies, dont le célèbre Scary Movie, et à l'apparition de Ghostface dans diverses franchises de jeux vidéos telles que Dead by Daylight, Call of Duty ou Among Us. Une adaptation en série télévisée a également été diffusée sur MTV puis VH1 de 2015 à 2019. Celle-ci ne présente aucun lien avec les films hormis la présence de Ghostface dans la saison 3, également doublé par Roger L. Jackson.
La saga est également un énorme succès commercial et la série de slashers la plus lucrative du cinéma, ayant rapporté 912,3 millions de dollars de recettes dans le monde. En 1997, certains studios vont jusqu'à repousser la sortie en salles de futurs grands succès comme Titanic ou Demain ne meurt jamais afin de ne pas être en compétition directe avec Scream 2. Après seulement un an d'existence et deux films sortis en salles, Scream devient dès 1997 le plus gros succès financier pour une saga de slashers au cinéma (titre qu'elle perdra en novembre 2018 mais reprendra en mars 2023), Scream (1996), Scream 2 et Scream 3 restant respectivement les trois slashers ayant réalisé les meilleures performances au box-office jusqu'à la sortie d'Halloween (2018). En prenant néanmoins en considération l'inflation, les trois premiers volets de Scream restent encore à ce jour les trois plus gros succès pour des slashers au cinéma. En France, Scream 3 détient le second record du plus gros chiffre d'entrées pour un film d'horreur. Scream 3 et Scream 4 sont également les deux films du genre les plus onéreux, ayant coûté 40 millions de dollars chacun, budget exceptionnel pour un slasher.
Scream (1996) et Scream 2 ont été acclamés par la critique ; Scream 3 et Scream 4 ont quant à eux reçus des retours relativement positifs en France mais plus mitigés outre-Atlantique lors de leur sorties respectives, avant d'être réhabilités au fil des années (jusqu'à considérer Scream 4 comme l'une des meilleurs suites par beaucoup, et Scream 3 étant revu à la hausse sur son discours de fond avant-gardiste à la suite de l'affaire Weinstein) ; à l'inverse, Scream (2022) et Scream VI ont reçu des retours majoritairement positifs outre-Atlantique mais davantage clivants en France. La saga a également remporté de nombreuses récompenses, incluant le Saturn Award du "Meilleur film d'horreur" pour Scream (1996) et le MTV Movie Award du meilleur film pour Scream (1996) et Scream VI, dont le dernier a également remporté le MTV Movie Award du meilleur combat pour "Courteney Cox vs. Ghostface". Neve Campbell a également reçu le Saturn Award de la meilleure actrice pour Scream (1996) et le MTV Movie Award de la meilleure performance dans un film pour Scream 2. Jenna Ortega a quant à elle remporté le MTV Movie Award de la performance la plus effrayante pour Scream (2022) qui était également nommé dans la catégorie "Meilleur film" en 2022.
Alors que Wes Craven, Neve Campbell, Courteney Cox ou le directeur de la photographie Peter Deming étaient tous déjà réputés dans le milieu hollywoodien avant Scream, la saga a également contribué à propulser plusieurs carrières aujourd'hui significatives : parmi elles, les acteurs Liev Schreiber, Rose McGowan, Timothy Olyphant, Jenna Ortega ou Mikey Madison, les scénaristes Kevin Williamson et Ehren Krueger ou encore le compositeur Marco Beltrami dont le travail sur la saga a été acclamé. Certaines musiques introduites dans Scream 2 ont également été composées par les célèbres Danny Elfman et Hans Zimmer. De la même manière, le scénariste James Vanderbilt ou le compositeur Brian Tyler avaient des carrières déjà bien identifiées avant leur travail sur la saga. Scream se distingue aussi des autres franchises de slashers de par la notoriété de son casting. Parmi les acteurs de la saga déjà très identifiés par le grand public grâce au petit ou au grand écran, hormis le casting récurrent, on retrouve : Drew Barrymore, Henry Winkler, Jada Pinkett Smith, Omar Epps, Duane Martin, Laurie Metcalf, Jerry O'Connell, Sarah Michelle Gellar, Heather Graham, Tori Spelling, Luke Wilson, Portia de Rossi, Rebecca Gayheart, Patrick Dempsey, Kelly Rutherford, Parker Posey, Lance Henriksen, Scott Foley, Jenny McCarthy, Deon Richmond, Carrie Fisher, Kristen Bell, Anna Paquin, Allison Brie, Emma Roberts, Adam Brody, Anthony Anderson, Rory Culkin, Mary McDonnell, Jack Quaid, Dylan Minnette, Samara Weaving, Tony Revolori, Henry Czerny, Dermot Mulroney, Isabel May, Joel McHale, Mckenna Grace, et d'autres.
En plus de plusieurs controverses liées à des cas réels d'homicides, chaque opus a rencontré des soucis de production divers, notamment des conflits de censure et de classification avec la MPAA pour chaque film de la trilogie originale, tandis que Scream 2, Scream 3 et Scream 4 ont chacun fait l'objet de remaniements constants de leurs scénarios en parallèle du tournage pour différents motifs (script divulgué sur internet, changements de scénaristes, disponibilité limitée de Neve Campbell, différents créatifs avec Bob Weinstein, départ de Kevin Williamson de la production...). Scream 3 a également été réorienté vers plus de comédie et moins de gore du fait de la pression des médias à la suite de la fusillade de Columbine. Le projet d'un cinquième volet, prévu initialement comme le second chapitre d'une deuxième trilogie puis un temps comme l'ultime opus de la saga, est quant à lui resté des années incertain à la suite de conflits de production, aux résultats mitigés de Scream 4, au développement de la série télévisée, au décès de Wes Craven en 2015, puis, à l'acquisition de The Weinstein Company par Lantern Entertainment en 2018. De plus, la pandémie de Covid-19 a influé sur la production de Scream (2022). Le script de Scream VI a quant à lui été remanié du fait du refus de Neve Campbell de reprendre son rôle à la suite d'un conflit salarial jugé misogyne par l'actrice. Enfin, la production de Scream 7 fut impactée par la double grève de la WGA et de la SAG-AFTRA, puis par un script reparti vierge après l'évincement de Melissa Barrera (suite à ses tweets sur la guerre à Gaza), suivi par le départ de Jenna Ortega et du réalisateur initial, Christopher Landon (menacé de mort par des internautes, jusqu'à faire intervenir le FBI), du projet.

## Fiche technique
|                                         | Scream (1996)                          | Scream 2 (1997)                          | Scream 3 (2000)                                         | Scream 4 (2011)                                                         | Scream (2022)                                | Scream VI (2023)                             | Scream 7 (2026)                              |
| --------------------------------------- | -------------------------------------- | ---------------------------------------- | ------------------------------------------------------- | ----------------------------------------------------------------------- | -------------------------------------------- | -------------------------------------------- | -------------------------------------------- |
| Réalisateurs                            | Wes Craven                             | Wes Craven                               | Wes Craven                                              | Wes Craven                                                              | Matt Bettinelli-OlpinTyler Gillett           | Matt Bettinelli-OlpinTyler Gillett           | Kevin Williamson                             |
| Scénaristes                             | Kevin Williamson                       | Kevin Williamson                         | Ehren Kruger                                            | Kevin Williamson                                                        | James Vanderbilt                             | James Vanderbilt                             | James Vanderbilt (histoire)                  |
| Scénaristes                             | Kevin Williamson                       | Kevin Williamson                         | Ehren Kruger                                            | Kevin Williamson                                                        | Guy Busick                                   |                                              |                                              |
| Scénaristes additionnels (non crédités) |                                        |                                          | Wes CravenLaeta KalogridisCarrie Fisher (script doctor) | Ehren Kruger                                                            |                                              |                                              |                                              |
| Producteurs                             | Cathy KonradCary Woods                 | Cathy KonradWes CravenMarianne Maddalena | Cathy KonradKevin WilliamsonMarianne Maddalena          | Iya LabunkaKevin WilliamsonWes Craven                                   | Paul NeinsteinWilliam SherakJames Vanderbilt | Paul NeinsteinWilliam SherakJames Vanderbilt | NC                                           |
| Musique                                 | Marco Beltrami                         | Marco Beltrami                           | Marco Beltrami                                          | Marco Beltrami                                                          | Brian Tyler                                  | Brian Tyler                                  | NC                                           |
| Musique                                 | Danny Elfman (non crédité)             |                                          |                                                         |                                                                         | Brian Tyler                                  | Brian Tyler                                  | NC                                           |
| Musique                                 | Hans Zimmer (musique additionnelle)    |                                          | Sven Faulconer                                          |                                                                         |                                              |                                              | NC                                           |
| Montage                                 | Patrick Lussier                        | Patrick Lussier                          | Patrick Lussier                                         | Peter McNulty                                                           | Michel Aller                                 | NC                                           | NC                                           |
| Photographie                            | Mark IwinPeter Deming (non crédité)    | Peter Deming                             | Peter Deming                                            | Peter Deming                                                            | Brett Jutkiewicz                             | Brett Jutkiewicz                             | NC                                           |
| Dates de sortie États-Unis              | 20 décembre 1996                       | 12 décembre 1997                         | 4 février 2000                                          | 15 avril 2011                                                           | 14 janvier 2022                              | 10 mars 2023                                 | 27 février 2026 Date sujette à modification  |
| Dates de sortie France                  | 16 juillet 1997                        | 8 juillet 1998                           | 20 avril 2000                                           | 13 avril 2011                                                           | 12 janvier 2022                              | 8 mars 2023                                  | 25 février 2026 Date sujette à modification  |
| Durée                                   | 111 minutes                            | 120 minutes                              | 116 minutes                                             | 111 minutes                                                             | 114 minutes                                  | 124 minutes                                  | NC                                           |
| Budget                                  | 14 000 000 $                           | 24 000 000 $                             | 40 000 000 $                                            | 40 000 000 $                                                            | 24 000 000 $                                 | 35 000 000 $                                 | NC                                           |
| Sociétés de production                  | Woods Entertainment                    | Konrad Pictures Craven-Maddalena Films   | Konrad Pictures Craven-Maddalena Films                  | Corvus Corax Productions Outerbanks Entertainment The Weinstein Company | Project X Entertainment Spyglass Media Group | Project X Entertainment Spyglass Media Group | Project X Entertainment Spyglass Media Group |
| Distribution États-Unis                 | Dimension Films                        | Dimension Films                          | Dimension Films                                         | Dimension Films                                                         | Paramount Pictures                           | Paramount Pictures                           | Paramount Pictures                           |
| Distribution France                     | Les Films Number One                   | BAC Films                                | BAC Films                                               | SND                                                                     | Paramount Pictures                           | Paramount Pictures                           | Paramount Pictures                           |
| Distribution Québec                     | Alliance Vivafilm                      | Alliance Vivafilm                        | Alliance Vivafilm                                       | Alliance Vivafilm                                                       | Paramount Pictures                           | Paramount Pictures                           | Paramount Pictures                           |
| Pays de production                      | États-Unis                             | États-Unis                               | États-Unis                                              | États-Unis                                                              | États-Unis                                   | États-Unis                                   | États-Unis                                   |
| Genres                                  | horreur (slasher), thriller            | horreur (slasher), thriller              | horreur (slasher), thriller                             | horreur (slasher), thriller                                             | horreur (slasher), thriller                  | horreur (slasher), thriller                  | horreur (slasher), thriller                  |
| Classification France                   | Interdit aux - de 16 ans (puis 12 ans) | Interdit aux - de 12 ans                 | Interdit aux - de 12 ans                                | Interdit aux - de 12 ans                                                | Interdit aux - de 16 ans                     | Interdit aux - de 12 ans                     | NC                                           |
| Classification États-Unis               | NC-17 (classement initial) / R         | R                                        | R                                                       | R                                                                       | R                                            | R                                            | NC                                           |

## Distribution
| Personnages              | Films                      | Films                      | Films                      | Films                      | Films                      | Films                      | Films                      |
| Personnages              | Scream (1996)              | Scream 2 (1997)            | Scream 3 (2000)            | Scream 4 (2011)            | Scream (2022)              | Scream VI (2023)           | Scream 7 (2026)            |
| Personnages principaux   | Personnages principaux     | Personnages principaux     | Personnages principaux     | Personnages principaux     | Personnages principaux     | Personnages principaux     | Personnages principaux     |
| ------------------------ | -------------------------- | -------------------------- | -------------------------- | -------------------------- | -------------------------- | -------------------------- | -------------------------- |
| Ghostface                | Roger L. Jackson (voix VO) | Roger L. Jackson (voix VO) | Roger L. Jackson (voix VO) | Roger L. Jackson (voix VO) | Roger L. Jackson (voix VO) | Roger L. Jackson (voix VO) | Roger L. Jackson (voix VO) |
| Trio original            |                            |                            |                            |                            |                            |                            |                            |
| Sidney Prescott          | Neve Campbell              | Neve Campbell              | Neve Campbell              | Neve Campbell              | Neve Campbell              |                            | Neve Campbell              |
| Dewey Riley              | David Arquette             | David Arquette             | David Arquette             | David Arquette             | David Arquette             |                            | David Arquette             |
| Gale Weathers            | Courteney Cox              | Courteney Cox              | Courteney Cox              | Courteney Cox              | Courteney Cox              | Courteney Cox              | Courteney Cox              |
| « Gang des Quatre »      |                            |                            |                            |                            |                            |                            |                            |
| Samantha Carpenter       |                            |                            |                            |                            | Melissa Barrera            | Melissa Barrera            |                            |
| Tara Carpenter           |                            |                            |                            |                            | Jenna Ortega               | Jenna Ortega               |                            |
| Chad Meeks-Martin        |                            |                            |                            |                            | Mason Gooding              | Mason Gooding              | Mason Gooding              |
| Mindy Meeks-Martin       |                            |                            |                            |                            | Jasmin Savoy Brown         | Jasmin Savoy Brown         | Jasmin Savoy Brown         |
| Personnages récurrents   |                            |                            |                            |                            |                            |                            |                            |
| Randy Meeks              | Jamie Kennedy              | Jamie Kennedy              | Jamie Kennedy caméo        |                            |                            |                            |                            |
| Cotton Weary             | Liev Schreiber caméo       | Liev Schreiber             | Liev Schreiber             |                            |                            |                            |                            |
| Billy Loomis             | Skeet Ulrich               |                            |                            |                            | Skeet Ulrich               | Skeet Ulrich               |                            |
| Stuart Macher            | Matthew Lillard            |                            |                            |                            |                            |                            | Matthew Lillard            |
| Roman Bridger            |                            |                            | Scott Foley                |                            |                            |                            | Scott Foley                |
| Kirby Reed               |                            |                            |                            | Hayden Panettiere          |                            | Hayden Panettiere          |                            |
| Judy Hicks               |                            |                            |                            | Marley Shelton             | Marley Shelton             |                            |                            |
| Personnages secondaires  |                            |                            |                            |                            |                            |                            |                            |
| Casey Becker             | Drew Barrymore             |                            |                            |                            |                            |                            |                            |
| Kenny                    | W. Earl Brown              |                            |                            |                            |                            |                            |                            |
| Tatum Riley              | Rose McGowan               |                            |                            |                            |                            |                            |                            |
| Principal Himbry         | Henry Winkler              |                            |                            |                            |                            |                            |                            |
| Le shérif Burke          | Joseph Whipp               |                            |                            |                            |                            |                            |                            |
| Neil Prescott            | Lawrence Hencht            |                            | Lawrence Hencht            |                            |                            |                            |                            |
| Hank Loomis              | C.W Morgan                 |                            | C.W Morgan caméo           |                            |                            |                            |                            |
| Cici Cooper              |                            | Sarah Michelle Gellar      |                            |                            |                            |                            |                            |
| Derek Feldman            |                            | Jerry O'Connell            |                            |                            |                            |                            |                            |
| Hallie McDaniel          |                            | Elise Neal                 |                            |                            |                            |                            |                            |
| Joel                     |                            | Duane Martin               |                            |                            |                            |                            |                            |
| Maureen Evans            |                            | Jada Pinkett Smith         |                            |                            |                            |                            |                            |
| Mickey Altieri           |                            | Timothy Olyphant           |                            |                            |                            |                            |                            |
| Debbie Salt / Mme Loomis |                            | Laurie Metcalf             |                            |                            |                            |                            |                            |
| Phil Stevens             |                            | Omar Epps                  |                            |                            |                            |                            |                            |
| La journaliste           |                            | Nancy O'Dell caméo         | Nancy O'Dell caméo         | Nancy O'Dell caméo         |                            |                            |                            |
| Louis Hartley            |                            | Lewis Arquette             |                            |                            |                            |                            |                            |
| Dawnie                   |                            | Marisol Nichols            |                            |                            |                            |                            |                            |
| Lois                     |                            | Portia de Rossi            |                            |                            |                            |                            |                            |
| Murphy                   |                            | Rebecca Gayheart           |                            |                            |                            |                            |                            |
| Angelina Tyler           |                            |                            | Emily Mortimer             |                            |                            |                            |                            |
| Christine Hamilton       |                            |                            | Kelly Rutherford           |                            |                            |                            |                            |
| Jennifer Jolie           |                            |                            | Parker Posey               |                            |                            |                            |                            |
| John Milton              |                            |                            | Lance Henriksen            |                            |                            |                            |                            |
| Mark Kincaid             |                            |                            | Patrick Dempsey            |                            |                            |                            |                            |
| Martha Meeks             |                            |                            | Heather Matarazzo          |                            | Heather Matarazzo caméo    |                            |                            |
| Maureen Prescott         |                            |                            | Lynn McRee                 |                            |                            |                            |                            |
| Sarah Darling            |                            |                            | Jenny McCarthy             |                            |                            |                            |                            |
| Steven Stone             |                            |                            | Patrick Warburton          |                            |                            |                            |                            |
| Tom Prinks               |                            |                            | Matt Keeslar               |                            |                            |                            |                            |
| Tyson Fox                |                            |                            | Deon Richmond              |                            |                            |                            |                            |
| Anthony Perkins          |                            |                            |                            | Anthony Anderson           |                            |                            |                            |
| Charlie Walker           |                            |                            |                            | Rory Culkin                |                            |                            |                            |
| Jenny Randal             |                            |                            |                            | Aimee Teegarden            |                            |                            |                            |
| Marnie Cooper            |                            |                            |                            | Brittany Robertson         |                            |                            |                            |
| Jill Roberts             |                            |                            |                            | Emma Roberts               |                            |                            |                            |
| Kate Roberts             |                            |                            |                            | Mary McDonnell             |                            |                            |                            |
| Olivia Morris            |                            |                            |                            | Marielle Jaffe             |                            |                            |                            |
| Rebecca Walters          |                            |                            |                            | Alison Brie                |                            |                            |                            |
| Robbie Mercer            |                            |                            |                            | Erik Knudsen               |                            |                            |                            |
| Ross Hoss                |                            |                            |                            | Adam Brody                 |                            |                            |                            |
| Trevor Sheldon           |                            |                            |                            | Nico Tortorella            |                            |                            |                            |
| Richie Kirsch            |                            |                            |                            |                            | Jack Quaid                 | Jack Quaid caméo           |                            |
| Liv McKenzie             |                            |                            |                            |                            | Sonia Ammar                |                            |                            |
| Wes Hicks                |                            |                            |                            |                            | Dylan Minnette             |                            |                            |
| Amber Freeman            |                            |                            |                            |                            | Mikey Madison              |                            |                            |
| Vince Schneider          |                            |                            |                            |                            | Kyle Gallner               |                            |                            |
| Anika Kayoko             |                            |                            |                            |                            |                            | Devyn Nekoda               |                            |
| Danny Brackett           |                            |                            |                            |                            |                            | Josh Segarra               |                            |
| Quinn Bailey             |                            |                            |                            |                            |                            | Liana Liberato             |                            |
| Jason Carvey             |                            |                            |                            |                            |                            | Tony Revolori              |                            |
| Laura Crane              |                            |                            |                            |                            |                            | Samara Weaving             |                            |
| Wayne Bailey             |                            |                            |                            |                            |                            | Dermot Mulroney            |                            |
| Christopher Stone        |                            |                            |                            |                            |                            | Henry Czerny               |                            |
| Ethan Landry             |                            |                            |                            |                            |                            | Jack Champion              |                            |
| Mark Evans               |                            |                            |                            |                            |                            |                            | Joel McHale                |
| Personnages de Stab      |                            |                            |                            |                            |                            |                            |                            |
| Casey Becker             |                            | Heather Graham caméo       |                            | Heather Graham caméo       |                            |                            |                            |
| Sidney Prescott          |                            | Tori Spelling caméo        |                            |                            |                            |                            |                            |
| Billy Loomis             |                            | Luke Wilson caméo          |                            |                            |                            |                            |                            |
| Trudie                   |                            |                            |                            | Shenae Grimes caméo        |                            |                            |                            |
| Sherrie                  |                            |                            |                            | Lucy Hale caméo            |                            |                            |                            |
| Rachel                   |                            |                            |                            | Anna Paquin caméo          |                            |                            |                            |
| Chloe                    |                            |                            |                            | Kristen Bell caméo         |                            |                            |                            |
| Randy Meeks              |                            |                            |                            |                            | Christopher Speed caméo    |                            |                            |

## Les «règles»
Chaque opus évoque certaines règles essentielles à connaître pour réussir à survivre dans un film d'horreur en analysant un type de film précis,,.

### Scream
Les règles d'un film d'horreur traditionnel :
- Ne jamais demander "Qui est là ?", ça porte malheur.
- Surtout, jamais de sexe.
- Ne jamais picoler, ni se shooter.
- Ne jamais dire  en sortant d'une pièce « Je reviens tout de suite », parce qu'on en revient jamais.
- Le méchant qu'on croyait mort revient toujours à la vie pour un dernier frisson.

### Scream 2
Les règles d'une suite :
- Encore plus de victimes.
- La mise en scène des crimes doit être plus élaborée, plus sanglante, plus gore. Ça doit tourner au carnage.
- Si tu veux laisser une porte ouverte à une autre suite, ne jamais dévoiler...
- Les méchants reviennent toujours.

### Scream 3
Les règles du chapitre final d'une trilogie :
- Le tueur est un peu comme Superman : le buter ça marche pas, l'éventrer pas la peine. Dans le troisième, vous devez cryogéniser sa tête, le décapiter ou bien le faire exploser.
- Tout le monde est susceptible d'y passer, même l'héroïne.
- Le passé revient pour vous botter méchamment le cul : Oubliez ce que vous savez du passé parce que le passé revient toujours. Toutes les fautes qui ont été commises dans le passé refont surface et vous détruisent.
- Dans le dernier volet, tout peut arriver.

### Scream 4
Les règles d'un remake ou d'un film d'horreur moderne :
- L'imprévu est le nouveau cliché.
- Il faut une scène d'ouverture marquante avec une esthétique « clipesque » et des morts plus extrêmes.
- Le contre-pied des règles originelles devient le nouveau standard.
- Le seul moyen pour être à-peu-près sûr de survivre est d'être plus ou moins gay.
- La fin originale devient une fausse fin dans le remake.
- On déconne pas avec l'original.
- Le tueur se tient toujours derrière toi.

### Scream(2022)
Les règles de la saga (référencées dans le film par les règles des films Stab) :
- Ne jamais faire confiance à son petit ami.
- Le mobile du tueur a toujours un lien avec un élément du passé.
- La première victime a toujours un groupe d'amis dont le tueur fait partie.
- Surtout, ne jamais se séparer.
- Il faut toujours tirer dans la tête du tueur.
- Ne jamais répondre au téléphone.
- Le méchant crève à la fin.
- N'emmerde jamais la fille d'un tueur en série.
- Les méchants reviennent toujours.

Les règles d'un « requel » (ou « legacyquel ») :
- On ne peut plus rebooter une franchise en zappant les premiers films.
- On ne peut pas faire juste une suite basique.
- Il faut apporter un élément nouveau, mais pas trop nouveau sinon ça part en vrille sur Internet.
- Il faut que ce soit un prolongement de l'histoire, même si l'histoire n'aurait jamais dû continuer à la base.
- Nouveaux personnages : OK, mais pas que. On retrouve aussi, parmi leurs proches, les personnages d'origine.
- Il faut toujours revenir au film original.
- Tout le monde peut mourir.

### Scream VI
Les règles d'une franchise :
- Tout est plus gros que dans le dernier opus : plus gros budget, plus gros casting, plus de cadavres, poursuites plus longues, fusillades, décapitations... Il faut faire plus fort qu'avant pour que le public en redemande.
- Quoi qu’il se soit passé dans le dernier film, on part à l'opposé. Les franchises ne survivent qu'en déjouant les attentes.
- Personne n'est à l'abri. Les personnages des premiers films, ça dégage, on les appelle la plupart du temps juste pour se faire zigouiller pour le quart d'heure « nostalgie ». Les personnages principaux sont aussi complètement superflus maintenant, les franchises n'étant qu'une suite de films capitalisant sur le concept.
- Tous les films n'ont pas besoin d'avoir une scène post-générique.

## Accueil

### Critique
| Film          | Rotten Tomatoes      | Metacritic            | AlloCiné             |
| ------------- | -------------------- | --------------------- | -------------------- |
| Scream (1996) | 80 % (87 critiques)  | 65⁄100 (25 critiques) | 5⁄5 (2 critiques)    |
| Scream 2      | 82 % (85 critiques)  | 63⁄100 (22 critiques) | NC                   |
| Scream 3      | 41 % (126 critiques) | 56⁄100 (32 critiques) | 3,8⁄5 (12 critiques) |
| Scream 4      | 60 % (191 critiques) | 52⁄100 (32 critiques) | 3,3⁄5 (23 critiques) |
| Scream (2022) | 76 % (294 critiques) | 60⁄100 (48 critiques) | 2,7⁄5 (21 critiques) |
| Scream VI     | 77% (281 critiques)  | 61⁄100 (53 critiques) | 2,3⁄5 (19 critiques) |

### Box-office
Le film ayant rapporté le plus de recettes à travers le monde est le premier film de la franchise Scream, avec plus de 173 000 000 de dollars de recettes dont 103 000 000 environ aux États-Unis et 70 000 000 en dehors du territoire américain. Sorti le 20 décembre 1996, Scream démarre la première semaine avec 6 354 586 $ de recettes et sort du box-office la 23e semaine en mai 1997 avec 1 364 809 $ totalisant 99 131 100 $ de recettes à cette date.
Scream 2 sort le 12 décembre 1997 au cinéma et fait 32 926 342 $ de recettes la première semaine. En avril 1998, le film quitte le classement du box-office américain et totalise 98 104 519 $ de recettes.
Scream 3 sort le 4 février 2000 et est projeté à travers 3 467 salles de cinéma aux États-Unis, le film récolte 34 713 342 $ la première semaine et 89 103 389 $ la dernière semaine en juin 2000.
| Film      | Budget (est.) | Box-office : recettes | Box-office : recettes | Box-office : recettes | Pourcentage | Pourcentage    | Box-office : rang | Box-office : rang | Réf    | Box-office : entrées | Box-office : entrées | Réf    |
| Film      | Budget (est.) | États-Unis            | Reste du monde        | Mondial               | États-Unis  | Reste du monde | Général           | Slasher           | Réf    | France               | Paris                | Réf    |
| Scream    | 14 000 000 $  | 103 046 663 $         | 70 000 000 $          | 173 046 663 $         | 59,5 %      | 40,5 %         | 1044              | 3e                | [ 22 ] | 2 207 347            | 430 362              | [ 26 ] |
| Scream 2  | 24 000 000 $  | 101 363 301 $         | 71 000 000 $          | 172 363 301 $         | 58,8 %      | 41,2 %         | 1051              | 4e                | [ 27 ] | 2 153 587            | 383 754              | [ 28 ] |
| Scream 3  | 40 000 000 $  | 89 138 076 $          | 72 700 000 $          | 161 838 076 $         | 55,1 %      | 44,9 %         | 1138              | 6e                | [ 29 ] | 2 654 418            | 450 286              | [ 30 ] |
| Scream 4  | 40 000 000 $  | 38 180 928 $          | 59 050 492 $          | 97 231 420 $          | 39,3 %      | 60,7 %         | 1835              | 15e               | [ 31 ] | 1 070 890            | 295 608              | [ 32 ] |
| Scream    | 24 000 000 $  | 81 641 405 $          | 57 233 384 $          | 138 874 789 $         | 58,3 %      | 41,7%          | 1328              | 8e                |        | 539 851              | 154 092              | [ 33 ] |
| Scream VI | 33 000 000 $  | 108 169 389 $         | 60 800 000 $          | 168 961 389 $         | 64%         | 38%            | 1079              | 5e                |        | 1 189 970            | 464 821              | [ 34 ] |
| Total     | 175 000 000 $ | 521 536 861 $         | 390 783 876 $         | 912 320 737 $         | —           | —              | —                 | —                 | —      | 9 760 871            | 2 006 799            | [ 35 ] |

## Série télévisée
En juin 2012, la chaine MTV a annoncé le développement d'une série adaptée des films. En octobre 2014, la chaine annonce avoir officiellement commandé une première saison de dix épisodes. Le réalisateur de la série de films, Wes Craven, est crédité comme l'un des producteurs de la première saison bien que celui-ci ait admis ne pas être impliqué.
La série ne reprend aucun personnage de la série cinématographique et n'est pas directement liée aux films. Elle suit un groupe de jeunes dans une petite ville qui vont subir une série de meurtres violents et sanglants à la suite de la publication d'une vidéo sur le site YouTube. La série est diffusée depuis le 30 juin 2015 aux États-Unis.